# Arrondissement del dipartimento del Giura

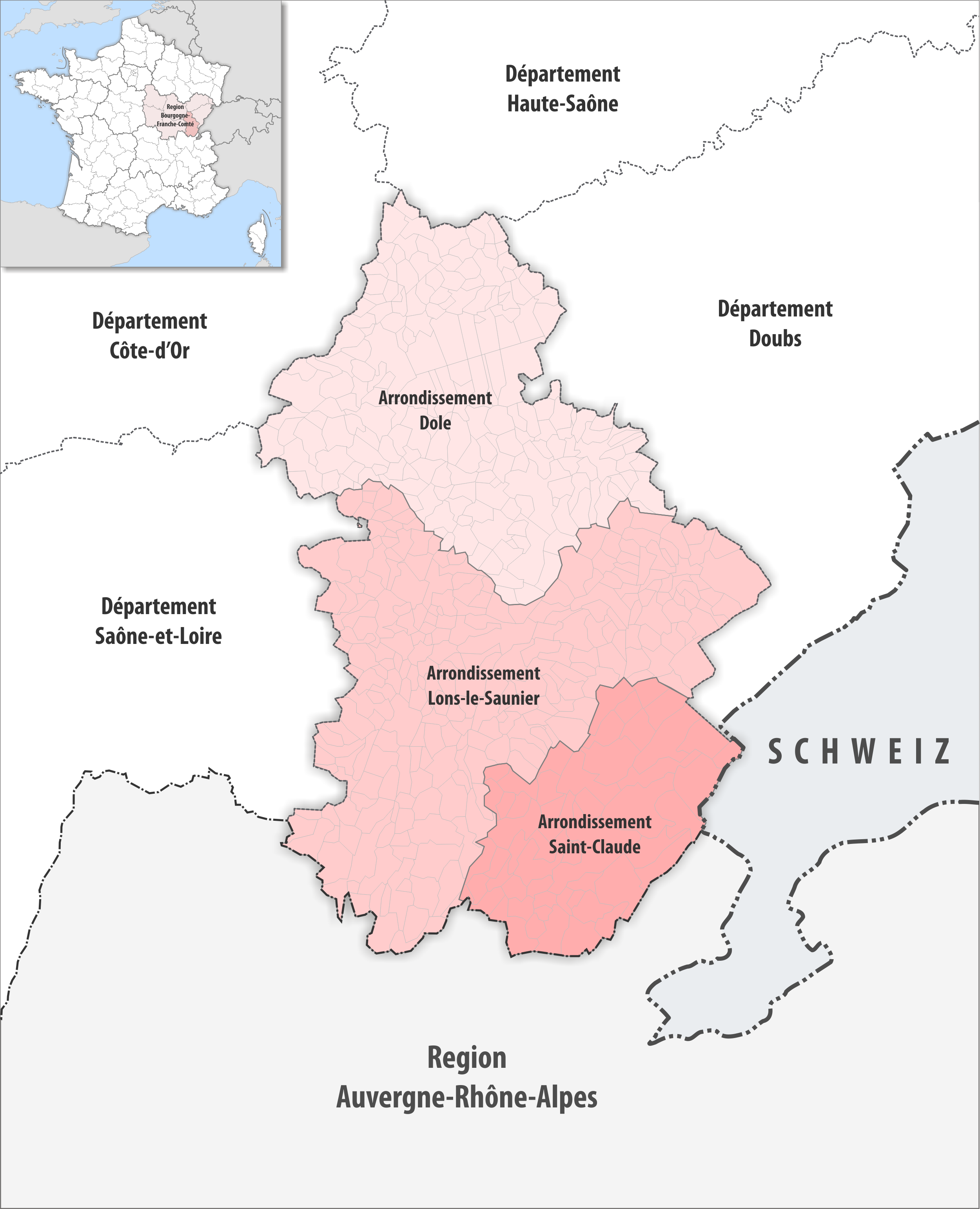
Mappa degli arrondissement del dipartimento del Giura nel 2019

Gli arrondissement del dipartimento del Giura, nella regione francese della Borgogna-Franca Contea, sono tre: Dole (capoluogo Dole), Lons-le-Saunier (Lons-le-Saunier) e Saint-Claude (Saint-Claude).

## Composizione
| Nome                              | Codice INSEE | N° di comuni | Superficie km2 | Popolazione | Densità (abitanti/km2) |
| --------------------------------- | ------------ | ------------ | -------------- | ----------- | ---------------------- |
| Arrondissement di Dole            | 391          | 190          | 1 769,5        | 106 359     | 60                     |
| Arrondissement di Lons-le-Saunier | 392          | 249          | 2 271,9        | 104 429     | 46                     |
| Arrondissement di Saint-Claude    | 393          | 55           | 957,8          | 48 958      | 51                     |
| Dipartimento del Giura            | 39           | 494          | 4 999,2        | 259 746     | 52                     |

## Storia
- 1790: istituzione del dipartimento del Giura con sei distretti: Dole, Lons-le-Saunier, Orgelet, Poligny, Saint-Claude, Salins.
- 1790: il distretto di Salins prende il nome di distretto di Arbois.
- 1800: istituzione degli arrondissement di: Dole, Lons-le-Saunier, Poligny, Saint-Claude.
- 1926: soppressione dell'arrondissement di Poligny.[4][5]
- 2017: i confini del dipartimento sono modificati con trasferimento di 70 comuni:
  - quattro comuni sono trasferiti dall'arrondissement di Saint-Claude all'arrondissement di Lons-le-Saunier;
  - 66 comuni sono trasferiti dall'arrondissement di Lons-le-Saunier all'arrondissement di Dole.[N 2][6]

### Esplicative
1. ↑  Popolazione legale censimento 2018.
2. ↑  L'ordinanza n°17-08 BAG del 6 gennaio 2017 (Arrêté n°17-08 BAG), come riportato all'art.2 a pag. 95, annulla e sostituisce l'ordinanza n°16-818 BAG del 27 dicembre 2016 (Arrêté n°16-818 BAG) nella quale erano erroneamente indicati 67 comuni.

### Fonti
1. ↑  (FR) Institut national de la statistique et des études économiques, Composition de l'arrondissement de Dole (391), su insee.fr, INSEE. URL consultato il 3 aprile 2021 (archiviato il 6 agosto 2017).
2. ↑  (FR) Institut national de la statistique et des études économiques, Composition de l'arrondissement de Lons-le-Saunier (392), su insee.fr, INSEE. URL consultato il 3 aprile 2021 (archiviato il 6 agosto 2017).
3. ↑  (FR) Institut national de la statistique et des études économiques, Composition de l'arrondissement de Saint-Claude (393), su insee.fr, INSEE. URL consultato il 3 aprile 2021 (archiviato l'8 agosto 2017).
4. ↑  (FR) Ministère de l'Intérieur, Rèduction du nombre des arrondissements administratif, suppression de 106 sous.prefecture et de 70 emploiis de secrétaires généraux de préfecture (PDF), su gallica.bnf.fr, Journal officiel de la Republique Française, 14 settembre 1926,  pp. 10186-10202. URL consultato il 2 aprile 2021.
5. ↑  (FR) Yves Thomas, Réforme du 10 septembre 1926, su guichetdusavoir.org, Bibliotèque municipale de Lyon, 5 luglio 2005. URL consultato il 2 aprile 2021 (archiviato il 18 settembre 2020).
«A la suite de la grave crise financière de 1926, le parlement autorise le gouvernement Poincaré à procéder par décret "à toutes suppressions ou fusions d'emplois, d'établissements ou de services". Le décret-loi du 10 septembre 1926 supprime ainsi 106 arrondissements en justifiant l'économie réalisée par l'évolution des communications : "Partout où les communes possédaient le moyen convenable d'établir leur liaison avec l'administration centrale, la sous-préfecture a été supprimée"... (In seguito alla grave crisi finanziaria del 1926, il Parlamento autorizzò il governo Poincaré a procedere per decreto a "tutte le eliminazioni o fusioni di posti di lavoro, stabilimenti o servizi". Il decreto legge del 10 settembre 1926 abolì così 106 arrondissement, giustificando il risparmio ottenuto con l'evoluzione delle comunicazioni: "Ovunque i comuni avevano un mezzo adeguato per stabilire il loro legame con l'amministrazione centrale, la sottoprefettura fu abolita...)»
6. ↑  (FR) République Française - Préfecture de la région Bourgogne Franche-Comté, RECUEIL DES ACTES ADMINISTRATIFS SPÉCIAL N°BFC-2017-005 PUBLIÉ LE 7 JANVIER 2017 - Arrêté n°17-08 BAG portant modification des limites territoriales des arrondissements du département du JURA (PDF), su prefectures-regions.gouv.fr, 6 gennaio 2017,  pp. 92-95. URL consultato il 5 aprile 2021 (archiviato il 27 novembre 2020).
«Considérant qu'il y a lieu de modifier les limites des arrondissements pour tenir compte, notamment, de la mise en oeuvre du schéma départemental de coopération intercommunale au 1er janvier 2017 (Considerando che è necessario modificare i confini degli arrondissement per tener conto, in particolare, dell'attuazione dello schema dipartimentale di cooperazione intercomunale al 1º gennaio 2017)»